# Campionato mondiale di hockey su ghiaccio 1935
Il 9º Campionato mondiale di hockey su ghiaccio, valido anche come 20º campionato europeo di hockey su ghiaccio, si tenne nel periodo fra il 19 e il 26 gennaio 1935 nella città di Davos, in Svizzera. Al via si presentarono ben quindici squadre, con l'esordio internazionale dei Paesi Bassi, mentre da segnalare fu la mancanza degli Stati Uniti. Tutte e quindici le squadre, compreso quindi il Canada, spesso esentato dai match preliminari, disputarono una prima fase a gironi (tre gruppi da quattro squadre e un gruppo da tre). Le prime due squadre di ciascun girone avanzarono al secondo turno, mentre le sette nazionali eliminate disputarono un girone di consolazione per stabilire le posizioni dalla 9 alla 15. La seconda fase vide due gruppi da quattro squadre: le prime due di ciascun raggruppamento avanzarono al girone finale, mentre le altre si contesero le posizioni dalla 5 alla 8.
Il Canada conquistò l'ottavo titolo mondiale superando in finale i padroni di casa della Svizzera, nazionale campione d'Europa, mentre la medaglia di bronzo fu vinta dal Regno Unito.

## Gironi preliminari

### Gruppo A
| Davos 19 gennaio 1935, ore 11:00 | Svizzera | 6 – 1 (4-0; 1-1; 1-0) | Svezia | Eissportstadion |

| Davos 19 gennaio 1935, ore 13:00 | Ungheria | 6 – 0 (3-0; 3-0; 0-0) | Paesi Bassi | Eissportstadion |

| Davos 20 gennaio 1935, ore 11:00 | Svizzera | 1 – 1 (0-0; 0-0; 1-1) | Ungheria | Eissportstadion |

| Davos 20 gennaio 1935, ore 13:00 | Svezia | 6 – 0 (1-0; 4-0; 1-0) | Paesi Bassi | Eissportstadion |

| Davos 21 gennaio 1935, ore 9:30 | Svezia | 3 – 0 (1-0; 1-0; 1-0) | Ungheria | Eissportstadion |

| Davos 21 gennaio 1935, ore 14:30 | Svizzera | 4 – 0 (2-0; 0-0; 2-0) | Paesi Bassi | Eissportstadion |

| Pos. |             | PG | V | N | P | GF | GS | DR  | Pt |
| 1.   | Svizzera    | 3  | 2 | 1 | 0 | 11 | 2  | +9  | 5  |
| 2.   | Svezia      | 3  | 2 | 0 | 1 | 10 | 6  | +4  | 4  |
| 3.   | Ungheria    | 3  | 1 | 1 | 1 | 7  | 4  | +3  | 3  |
| 4.   | Paesi Bassi | 3  | 0 | 0 | 3 | 0  | 16 | -16 | 0  |

### Gruppo B
| Davos 19 gennaio 1935, ore 13:00 | Francia | 3 – 2 (1-0; 2-1; 0-1) | Polonia | Eissportstadion |

| Davos 19 gennaio 1935, ore 14:30 | Italia | 2 – 0 (1-0; 1-0; 0-0) | Germania | Eissportstadion |

| Davos 20 gennaio 1935, ore 11:00 | Polonia | 3 – 1 (1-0; 2-1; 0-0) | Germania | Eissportstadion |

| Davos 20 gennaio 1935, ore 13:00 | Francia | 1 – 1 (0-0; 0-1; 1-0) | Italia | Eissportstadion |

| Davos 21 gennaio 1935, ore 11:00 | Francia | 2 – 1 (0-0; 0-1; 2-0) | Germania | Eissportstadion |

| Davos 21 gennaio 1935, ore 14:30 | Italia | 1 – 1 (0-0; 1-1; 0-0) | Polonia | Eissportstadion |

| Pos. |          | PG | V | N | P | GF | GS | DR | Pt |
| 1.   | Francia  | 3  | 2 | 1 | 0 | 6  | 4  | +2 | 5  |
| 2.   | Italia   | 3  | 2 | 0 | 1 | 4  | 2  | +2 | 4  |
| 3.   | Polonia  | 3  | 1 | 1 | 1 | 6  | 5  | +1 | 3  |
| 4.   | Germania | 3  | 0 | 0 | 3 | 2  | 7  | -5 | 0  |

### Gruppo C
| Davos 19 gennaio 1935, ore 11:00 | Cecoslovacchia | 2 – 1 (0-0; 1-1; 1-0) | Austria | Eissportstadion |

| Davos 19 gennaio 1935, ore 12:30 | Romania | 2 – 1 (1-0; 0-0; 1-1) | Belgio | Eissportstadion |

| Davos 20 gennaio 1935, ore 9:30 | Austria | 6 – 1 (0-0; 2-1; 4-0) | Belgio | Eissportstadion |

| Davos 20 gennaio 1935, ore 14:30 | Cecoslovacchia | 4 – 2 (2-1; 2-2) | Romania | Eissportstadion |

| Davos 21 gennaio 1935, ore 11:00 | Austria | 2 – 1 (0-0; 0-0; 2-1) | Romania | Eissportstadion |

| Davos 21 gennaio 1935, ore 13:00 | Cecoslovacchia | 22 – 0 (7-0; 7-0; 8-0) | Belgio | Eissportstadion |

| Pos. |                | PG | V | N | P | GF | GS | DR  | Pt |
| 1.   | Cecoslovacchia | 3  | 3 | 0 | 0 | 28 | 3  | +25 | 6  |
| 2.   | Austria        | 3  | 2 | 0 | 1 | 9  | 4  | +5  | 4  |
| 3.   | Romania        | 3  | 1 | 0 | 2 | 5  | 7  | -2  | 2  |
| 4.   | Belgio         | 3  | 0 | 0 | 3 | 2  | 30 | -28 | 0  |

### Gruppo D
| Davos 19 gennaio 1935, ore 14:30 | Canada | 4 – 2 (0-1; 2-0; 2-1) | Regno Unito | Eissportstadion |

| Davos 20 gennaio 1935, ore 14:30 | Canada | 14 – 0 (3-0; 7-0; 4-0) | Lettonia | Eissportstadion |

| Davos 21 gennaio 1935, ore 13:00 | Regno Unito | 5 – 1 (1-0; 2-1; 2-0) | Lettonia | Eissportstadion |

| Pos. |             | PG | V | N | P | GF | GS | DR  | Pt |
| 1.   | Canada      | 2  | 2 | 0 | 0 | 18 | 2  | +16 | 4  |
| 2.   | Regno Unito | 2  | 1 | 0 | 1 | 7  | 5  | +2  | 2  |
| 3.   | Lettonia    | 2  | 0 | 0 | 2 | 1  | 19 | -18 | 0  |

## Seconda fase

### Gruppo A
| Davos 22 gennaio 1935, ore 10:45 | Cecoslovacchia | 5 – 1 (d.t.s.) (0-0; 1-0; 0-1) | Italia | Eissportstadion |

| Davos 22 gennaio 1935, ore 14:00 | Canada | 5 – 2 (3-0; 2-1; 0-1) | Svezia | Eissportstadion |

| Davos 23 gennaio 1935, ore 11:00 | Canada | 9 – 0 (3-0; 4-0; 2-0) | Italia | Eissportstadion |

| Davos 23 gennaio 1935, ore 14:15 | Cecoslovacchia | 2 – 1 (d.t.s.) (1-0; 0-0; 0-1) | Svezia | Eissportstadion |

| Davos 24 gennaio 1935, ore 14:00 | Canada | 2 – 1 (0-0; 1-0; 1-1) | Cecoslovacchia | Eissportstadion |

| Davos 24 gennaio 1935, ore 14:15 | Svezia | 1 – 1 (0-1; 0-0; 1-0) | Italia | Eissportstadion |

| Pos. |                | PG | V | N | P | GF | GS | DR  | Pt |
| 1.   | Canada         | 3  | 3 | 0 | 0 | 16 | 3  | +13 | 6  |
| 2.   | Cecoslovacchia | 3  | 2 | 0 | 1 | 8  | 4  | +4  | 4  |
| 3.   | Svezia         | 3  | 0 | 1 | 2 | 4  | 8  | -4  | 1  |
| 4.   | Italia         | 3  | 0 | 1 | 2 | 2  | 15 | -13 | 1  |

### Gruppo B
| Davos 22 gennaio 1935, ore 11:00 | Regno Unito | 1 – 0 (1-0; 0-0; 0-0) | Francia | Eissportstadion |

| Davos 22 gennaio 1935, ore 14:15 | Svizzera | 1 – 1 (d.t.s.) (0-1; 0-0; 1-0) | Austria | Eissportstadion |

| Davos 23 gennaio 1935, ore 10:45 | Regno Unito | 4 – 1 (0-0; 2-1; 2-0) | Austria | Eissportstadion |

| Davos 23 gennaio 1935, ore 14:00 | Svizzera | 5 – 1 (3-0; 0-1; 2-0) | Francia | Eissportstadion |

| Davos 24 gennaio 1935, ore 10:45 | Austria | 4 – 1 (2-0; 1-1; 1-0) | Francia | Eissportstadion |

| Davos 24 gennaio 1935, ore 11:00 | Svizzera | 1 – 0 (1-0; 0-0; 0-0) | Regno Unito | Eissportstadion |

| Pos. |             | PG | V | N | P | GF | GS | DR | Pt |
| 1.   | Svizzera    | 3  | 2 | 1 | 0 | 7  | 2  | +5 | 5  |
| 2.   | Regno Unito | 3  | 2 | 0 | 1 | 5  | 2  | +3 | 4  |
| 3.   | Austria     | 3  | 1 | 1 | 1 | 6  | 6  | 0  | 3  |
| 4.   | Francia     | 3  | 0 | 0 | 3 | 2  | 10 | -8 | 0  |

## Girone di consolazione

### Dal 9º al 15º posto

#### Gruppo A
| Davos 23 gennaio 1935 | Polonia | 12 – 2 (5-1; 4-1; 3-0) | Belgio | Eissportstadion |

| Davos 24 gennaio 1935 | Ungheria | 6 – 1 (2-0; 2-1; 2-0) | Belgio | Eissportstadion |

| Davos 25 gennaio 1935 | Polonia | 1 – 1 (0-0; 1-0; 0-1) | Ungheria | Eissportstadion |

| Pos. |          | PG | V | N | P | GF | GS | DR  | Pt |
| 1.   | Polonia  | 2  | 1 | 1 | 0 | 13 | 3  | +10 | 3  |
| 2.   | Ungheria | 2  | 1 | 1 | 0 | 7  | 2  | +5  | 3  |
| 3.   | Belgio   | 2  | 0 | 0 | 2 | 3  | 18 | -15 | 0  |

#### Gruppo B
| Davos 23 gennaio 1935 | Germania | 5 – 0 (0-0; 5-0; 0-0) | Paesi Bassi | Eissportstadion |

| Davos 23 gennaio 1935 | Romania | 3 – 2 (1-0; 2-0; 0-2) | Lettonia | Eissportstadion |

| Davos 24 gennaio 1935 | Romania | 6 – 0 (2-0; 1-0; 3-0) | Paesi Bassi | Eissportstadion |

| Davos 24 gennaio 1935 | Germania | 3 – 1 (0-0; 1-0; 2-1) | Lettonia | Eissportstadion |

| Davos 25 gennaio 1935 | Lettonia | 7 – 0 (2-0; 1-0; 4-0) | Paesi Bassi | Eissportstadion |

| Davos 25 gennaio 1935 | Germania | 3 – 0 (2-0; 0-0; 1-0) | Romania | Eissportstadion |

| Pos. |             | PG | V | N | P | GF | GS | DR  | Pt |
| 1.   | Germania    | 3  | 3 | 0 | 0 | 11 | 1  | +10 | 6  |
| 2.   | Romania     | 3  | 2 | 0 | 1 | 9  | 5  | +4  | 4  |
| 3.   | Lettonia    | 3  | 1 | 0 | 2 | 10 | 6  | +4  | 2  |
| 4.   | Paesi Bassi | 3  | 0 | 0 | 3 | 0  | 18 | -18 | 0  |

#### Finale per il 9º posto
| Davos 27 gennaio 1935 | Germania | 5 – 1 (2-0; 2-1; 1-0) | Polonia | Eissportstadion |

### Dal 5º all'8º posto

#### Semifinali
| Davos 26 gennaio 1935 | Svezia | 2 – 1 (0-1; 1-0; 1-0) | Francia | Eissportstadion |

| Davos 26 gennaio 1935 | Austria | 2 – 1 (0-0; 2-1; 0-0) | Italia | Eissportstadion |

#### Finale per il 5º posto
| Davos 27 gennaio 1935 | Svezia | 3 – 1 (2-1; 0-0; 1-0) | Austria | Eissportstadion |

## Girone finale
Le squadre conservano il punteggio e i gol ottenuti nello scontro con la squadra proveniente dallo stesso girone intermedio.
| Davos 26 gennaio 1935, ore 11:00 | Svizzera | 4 – 0 (1-0; 0-0; 3-0) | Cecoslovacchia | Eissportstadion |

| Davos 26 gennaio 1935, ore 14:00 | Canada | 6 – 0 (2-0; 2-0; 2-0) | Regno Unito | Eissportstadion |

| Davos 27 gennaio 1935, ore 11:00 | Svizzera | 2 – 4 (1-2; 1-1; 0-1) | Canada | Eissportstadion |

| Davos 27 gennaio 1935, ore 14:00 | Regno Unito | 2 – 1 (d.t.s.) (0-0; 0-1; 1-0; 0-0; 0-0) | Cecoslovacchia | Eissportstadion |

| Pos. |                | PG | V | N | P | GF | GS | DR | Pt |
| 1.   | Canada         | 3  | 3 | 0 | 0 | 12 | 3  | +9 | 6  |
| 2.   | Svizzera       | 3  | 2 | 0 | 1 | 7  | 4  | +3 | 4  |
| 3.   | Regno Unito    | 3  | 1 | 0 | 2 | 2  | 8  | -6 | 2  |
| 4.   | Cecoslovacchia | 3  | 0 | 0 | 3 | 2  | 8  | -6 | 0  |

## Graduatoria finale
| Pos | Squadra        |
| --- | -------------- |
|     | Canada         |
|     | Svizzera       |
|     | Regno Unito    |
| 4   | Cecoslovacchia |
| 5   | Svezia         |
| 6   | Austria        |
| 7   | Italia         |
| 7   | Francia        |
| 9   | Germania       |
| 10  | Polonia        |
| 11  | Romania        |
| 12  | Ungheria       |
| 13  | Lettonia       |
| 14  | Belgio         |
| 15  | Paesi Bassi    |

| Campione del mondo di hockey su ghiaccio 1935 |
| Canada 8º titolo                              |

| Pos | Squadra     | Formazione |
| --- | ----------- | --- |
|     | Canada      | Art Rice-Jones, Archie Creighton, Roy Hinkel, Albert Lemay, Anthony Lemay, Vic Lindquist, Norman Rivers, Josef Rivers, Cameron Shewan, Norm Yellowlees                                               |
|     | Svizzera    | Albert Künzler, Arnold Hirtz, Ernst Hug, Christian Badrutt, Oscar Schmidt, Ferdinand Cattini, Hans Cattini, Bibi Torriani, Herbert Kessler, Charly Kessler, Paul Müller, Thomas Pleisch, Otto Heller |
|     | Regno Unito | Milne, Carl Erhardt, Robert Wyman, Gordon Dailley, John Davey, Jackson, Johnson, Ramus, Stevenson |

## Campionato europeo
Il torneo fu valido anche per il 20º campionato europeo e venne utilizzata la graduatoria finale del campionato mondiale per determinare le posizioni del torneo continentale; la vittoria andò per la seconda volta alla Svizzera, giunta seconda nella classifica finale.
| Pos | Squadra        |
| --- | -------------- |
|     | Svizzera       |
|     | Regno Unito    |
|     | Cecoslovacchia |
| 4   | Svezia         |
| 5   | Austria        |
| 6   | Italia         |
| 6   | Francia        |
| 8   | Germania       |
| 9   | Polonia        |
| 10  | Romania        |
| 11  | Ungheria       |
| 12  | Lettonia       |
| 13  | Belgio         |
| 14  | Paesi Bassi    |